# Фридрих фон Шварценберг (фрайхер)
Фридрих фон Шварценберг (на немски: Friedrich von Schwarzenberg; † 20 януари 1545, погребан в „Ст. Буркард“, Вюрцбург) е фрайхер на Шварценберг.

## Произход
Той е син на фрайхер Михаел II фон Шварценберг († 1489), господар на Хурблах, и графиня Агнес фон Кастел († 1502/1504), дъщеря на граф Фридрих IV фон Кастел († 1498) и Елизабет фон Райтценщайн († 1498/1502). Брат е на фрайхер Волфганг фон Шварценберг († 22 януари 1543). Внук е на фрайхер Михаел I фон Зайнсхайм-Шварценберг († 1469) и втората му съпруга Урсула Грюнер († 1484). Правнук е на фрайхер Еркингер I фон Шварценберг (1362 – 1437), издигнат на фрайхер на 10 август 1429, който купува дворец Шварценберг близо до Шайнфелд от господарите фон Вестенберг и се нарича „господар фон Шварценберг“.

## Фамилия
Първи брак: с Маргарета фон Вартенберг († 2 декември 1521). Те имат децата:
- Вилхелм Балтазар (* 1506; † 2 юни 1548, Вюрцбург), домхер на Вюрцбург
- Анна (* сл. 1506; † 1541), монахиня в Хайдингсфелд
- Георг Фридрих (* сл. 1507; † 21 ноември 1543), женен за Маргарета Фукс фон Бимбах († 1537)

Втори брак: през 1522 г. с Анна фон Еберщайн († 27 юли 1547). Бракът е бездетен.